# Miantonota
Miantonota là một chi bướm đêm thuộc họ Geometridae.